# Mahfuzur Rahman Khan
 (juin 2018).
Mahfuzur Rahman Khan (en bengali : মাহফুজুর রহমান খান) (né le 10 mai 1949 et mort le 6 décembre 2019) est un directeur de la photographie bangladais.

## Biographie
Mahfuzur Rahman Khan joue des rôles principaux dans les films Jallader Darbar, Amar Janmabhumi, Dabi, Alo Chhaya et Cholo Ghor Badhi.
Il remporte neuf fois le prix national du film du meilleur directeur de la photographie pour les films Obhijan (1984), Sohojatri (1987), Poka Makorer Ghor Bosoti (1996), Srabon Megher Din (1999), Dui Duari (2000), Hajar Bachhor Dhore (2005), Amar Ache Jol (2008), Ghetuputra Komola (2012) and Padma Patar Jol (2015),.